# Swartzia
Swartzia är ett släkte av ärtväxter. Swartzia ingår i familjen ärtväxter.

## Bildgalleri

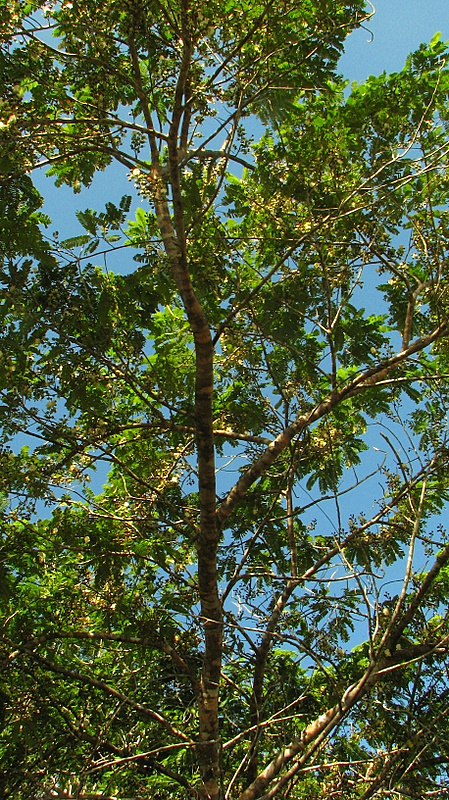
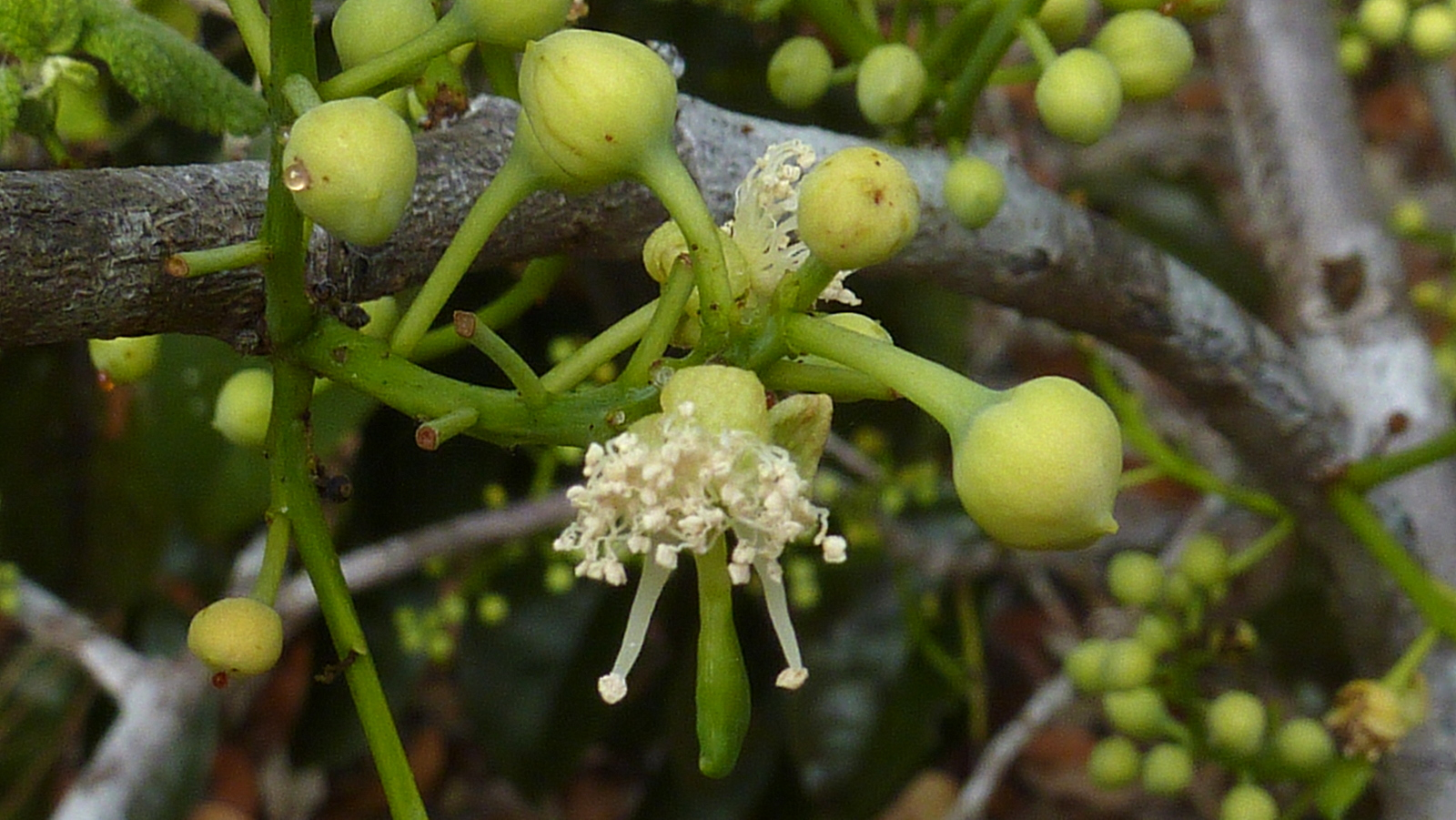
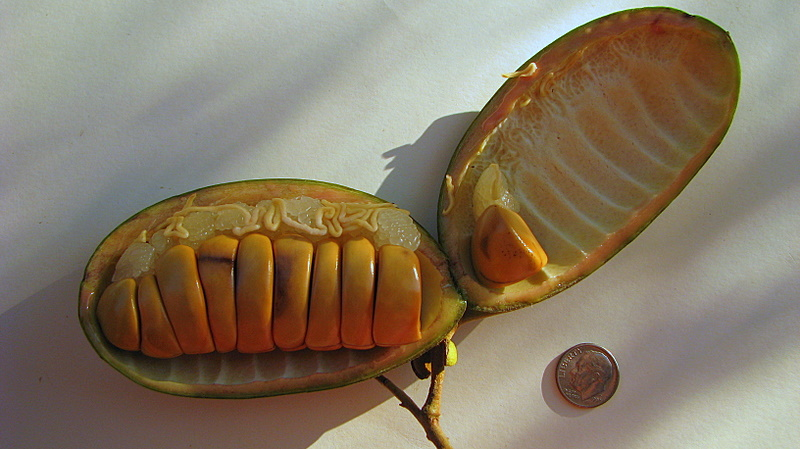
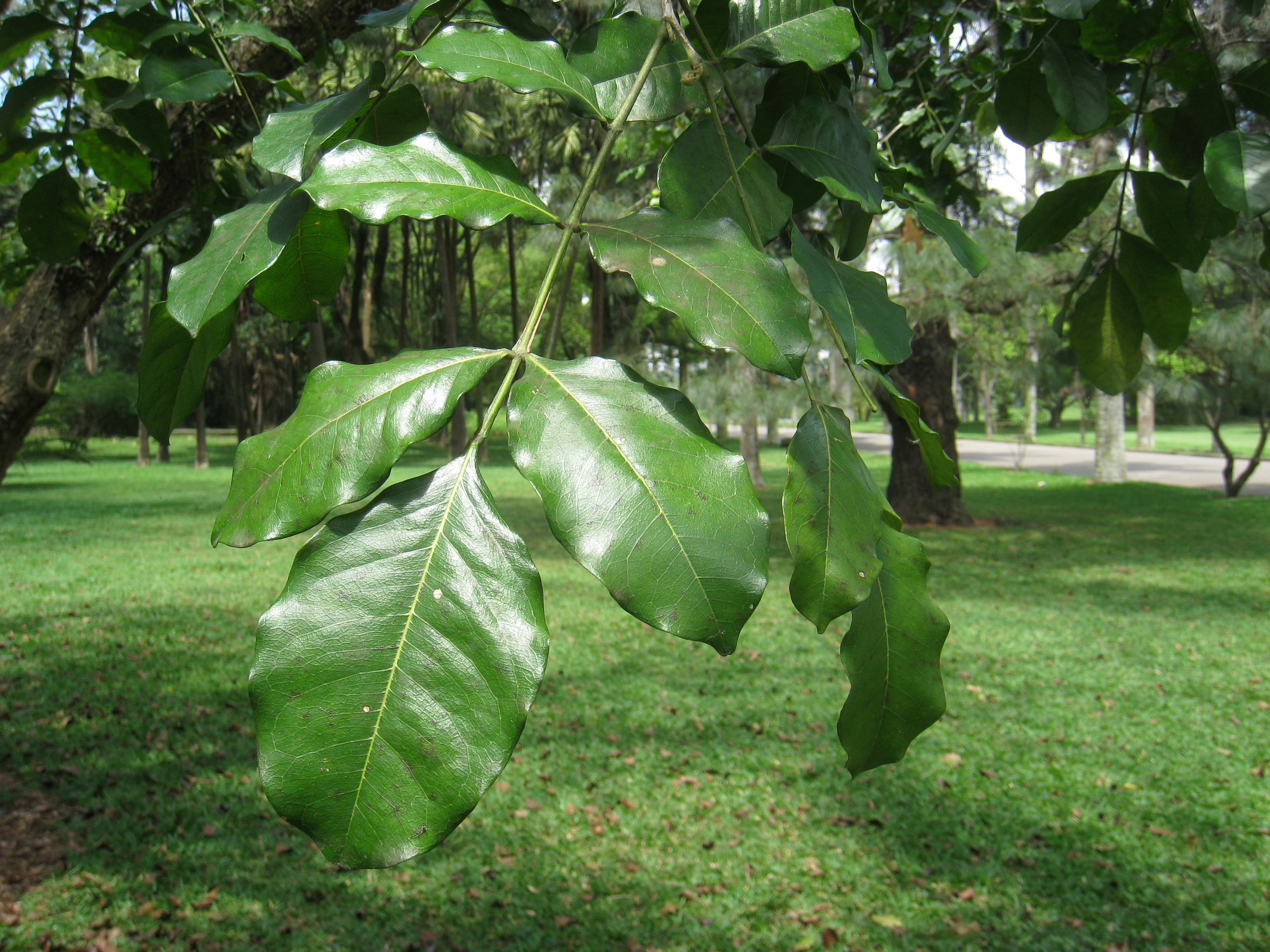
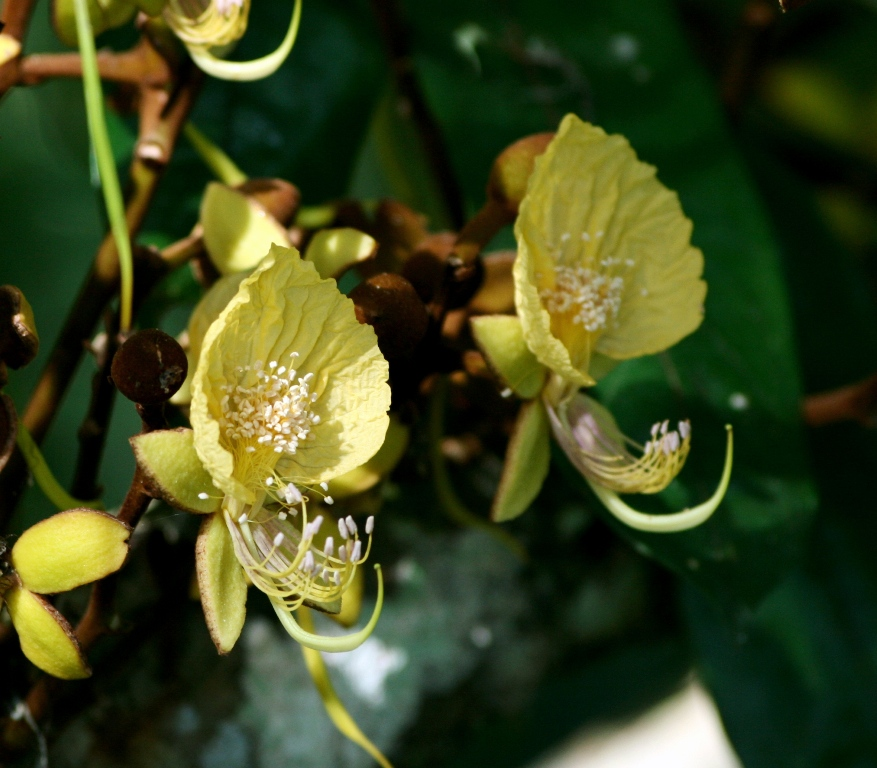

## Dottertaxa tillSwartzia, i alfabetisk ordning[1]
- Swartzia acreana
- Swartzia acutifolia
- Swartzia amazonica
- Swartzia amplifolia
- Swartzia amshoffiana
- Swartzia angustifoliola
- Swartzia anomala
- Swartzia apetala
- Swartzia apiculata
- Swartzia aptera
- Swartzia arborescens
- Swartzia argentea
- Swartzia aureosericea
- Swartzia auriculata
- Swartzia bahiensis
- Swartzia bannia
- Swartzia benthamiana
- Swartzia bombycina
- Swartzia brachyrachis
- Swartzia buntingii
- Swartzia cabrerae
- Swartzia calva
- Swartzia cardiosperma
- Swartzia caribaea
- Swartzia caudata
- Swartzia conferta
- Swartzia corrugata
- Swartzia costata
- Swartzia cowanii
- Swartzia cubensis
- Swartzia cupavenensis
- Swartzia curranii
- Swartzia cuspidata
- Swartzia davisii
- Swartzia dipetala
- Swartzia discocarpa
- Swartzia dolichopoda
- Swartzia duckei
- Swartzia eriocarpa
- Swartzia fanshawei
- Swartzia fimbriata
- Swartzia flaemingii
- Swartzia floribunda
- Swartzia foliolosa
- Swartzia fraterna
- Swartzia froesii
- Swartzia gigantea
- Swartzia glazioviana
- Swartzia grandifolia
- Swartzia grazielana
- Swartzia guatemalensis
- Swartzia guianensis
- Swartzia haughtii
- Swartzia hostmannii
- Swartzia huallagae
- Swartzia ingaefolia
- Swartzia iniridensis
- Swartzia jenmanii
- Swartzia jimenezii
- Swartzia jororii
- Swartzia katawa
- Swartzia krukovii
- Swartzia laevicarpa
- Swartzia lamellata
- Swartzia langsdorffii
- Swartzia latifolia
- Swartzia laurifolia
- Swartzia laxiflora
- Swartzia leblondii
- Swartzia leiocalycina
- Swartzia leiogyne
- Swartzia leptopetala
- Swartzia littlei
- Swartzia longicarpa
- Swartzia longipedicellata
- Swartzia longistipitata
- Swartzia lucida
- Swartzia macrocarpa
- Swartzia macrophylla
- Swartzia macrosema
- Swartzia macrostachya
- Swartzia magdalenae
- Swartzia maguirei
- Swartzia mangabalensis
- Swartzia martii
- Swartzia mayana
- Swartzia micrantha
- Swartzia microcarpa
- Swartzia monachiana
- Swartzia mucronifera
- Swartzia multijuga
- Swartzia myrtifolia
- Swartzia nuda
- Swartzia oblanceolata
- Swartzia oblata
- Swartzia oblonga
- Swartzia obscura
- Swartzia oraria
- Swartzia oriximinaensis
- Swartzia pachyphylla
- Swartzia panacoco
- Swartzia panamensis
- Swartzia parvifolia
- Swartzia pendula
- Swartzia peremarginata
- Swartzia pernitida
- Swartzia phaneroptera
- Swartzia piarensis
- Swartzia pickelii
- Swartzia picta
- Swartzia pilulifera
- Swartzia pinheiroana
- Swartzia pinnata
- Swartzia pittieri
- Swartzia polyphylla
- Swartzia prolata
- Swartzia racemosa
- Swartzia recurva
- Swartzia rediviva
- Swartzia remiger
- Swartzia reticulata
- Swartzia riedelii
- Swartzia robiniifolia
- Swartzia roraimae
- Swartzia santanderensis
- Swartzia schomburgkii
- Swartzia schultesii
- Swartzia schunkei
- Swartzia sericea
- Swartzia simplex
- Swartzia sprucei
- Swartzia steyermarkii
- Swartzia stipellata
- Swartzia sumorum
- Swartzia tessmannii
- Swartzia tillettii
- Swartzia tomentifera
- Swartzia trianae
- Swartzia trinitensis
- Swartzia ulei
- Swartzia vaupesiana
- Swartzia velutina
- Swartzia wurdackii
- Swartzia xanthopetala